# Sgt. Pepper's (album de Big Daddy)
Albums de Big Daddy
Cutting Their Own Groove
(1991) Smashing Songs of Stage and Screen
(2013)
Sgt. Pepper's est un album d'hommage, composé de reprises de l'intégralité de l'album Sgt. Pepper's Lonely Hearts Club Band des Beatles. L'album a été enregistré par le groupe Big Daddy en 1992 et dispose de couvertures qui combinent les paroles et d'autres éléments musicaux des versions originales des Beatles avec des éléments stylistiques de certains genres et de musiciens, principalement popularisés entre les années 1920 et les années 1950. La sortie de l'album coïncide avec le 25e anniversaire de l'album original des Beatles. C'est le dernier album du groupe, jusqu'à la sortie en 2013, de Smashing Songs of Stage and Screen.

## Illustration
Les illustrations de la pochette de l'album sont directement inspirées de celles de l'album des Beatles. Elles sont conçues par Michael Bryan avec la direction de Geoff Gans. La pochette arbore une basse acoustique et le fond est rempli de personnalités emblématiques, surtout comiques.

## Réception
Sgt. Pepper's reçoit un accueil modérément positif. Le magazine People qualifie l'album de « marrant », et donne même comme avis « when the novelty fades, the tunes stand on their own blue suede shoes as music to boogie to, even when you’re 64 ».

## Chansons
Toutes les chansons sont écrites et composées par Lennon–McCartney excepté "Within You Without You", par George Harrison.
| No  | Titre                                           | à la manière de                                       | Durée |
| --- | ----------------------------------------------- | ----------------------------------------------------- | ----- |
| 1.  | Sgt. Pepper's Lonely Hearts Club Band           | "Poison Ivy" de The Coasters                          | 2:21  |
| 2.  | With a Little Help from My Friends              | Johnny Mathis                                         | 2:50  |
| 3.  | Lucy in the Sky with Diamonds                   | Jerry Lee Lewis                                       | 2:21  |
| 4.  | Getting Better                                  | Little Anthony and the Imperials                      | 3:47  |
| 5.  | Fixing a Hole                                   | "The Wanderer" de Dion                                | 3:04  |
| 6.  | She's Leaving Home                              | "Diana" de Paul Anka                                  | 3:32  |
| 7.  | Being for the Benefit of Mr. Kite!              | "Palisades Park" de Freddy Cannon                     | 2:29  |
| 8.  | Within You Without You                          | Un beatnick lisant de la poésie                       | 1:55  |
| 9.  | When I'm Sixty-Four                             | "Sixty Minute Man" de Billy Ward and his Dominoes     | 3:20  |
| 10. | Lovely Rita                                     | "(Marie's The Name) His Latest Flame" d'Elvis Presley | 1:54  |
| 11. | Good Morning Good Morning                       |                                                       | 2:46  |
| 12. | Sgt. Pepper's Lonely Hearts Club Band (Reprise) | idem                                                  | 1:04  |
| 13. | A Day in the Life                               | Buddy Holly                                           | 5:00  |

## Personnel
Selon Discogs:
Big Daddy
- Bob Wayne – chant, choeurs, ingénierie
- Marty Kaniger – chant, choeurs, guitare acoustique, autoharpe
- Tom Lee – chant, chœurs basse), guitare électrique
- Don Raymond – chant, choeurs
- Jean Hatton – chant sur "Being for the Benefit of Mr. Kite", chœurs, basse électrique, basse acoustique, orchestration sur "With A Little Help from my Friends"
- Bob Sandman – saxophone ténor et baryton , flûte
- Damon DeGrignon – batterie et percussions, ingénierie

Musiciens additionnels et production
- Tim Bonhomme – célesta, piano, orgue Hammond et calliope
- Ed Willett – violoncelle
- Nancy Weckwerth – cor français
- Roberta Wall – choeurs
- Joanne Kurman-Montana – choeurs
- Kim Wilkins – alto
- Calabria McChesney – violon
- Bette Byers – violon